# Sting (sång av Eric Saade)
Sting är en låt av svenske sångaren Eric Saade. Låten skrevs av Sam Arash Fahmi, Fredrik Kempe, Hamed "K-one" Pirouzpanah och David Kreuger. Den deltog i Melodifestivalen 2015 och kvalificerade sig till finalen och slutade på femte plats.
2017 släppte Uno Svenningsson en svenskspråkig version av låten "Slå" som en del av den åttonde säsongen av Så mycket bättre.